# Rick Rude
Richard Erwin Rood (St. Peter, Minnesota; 7 de diciembre de 1958-Alpharetta, Georgia; 20 de abril de 1999), más conocido como "El Cariñoso", fue un luchador profesional estadounidense que trabajó para la WCW y la WWE durante las décadas de 1980 y 1990.
Fue tres veces Campeón Mundial al haber obtenido tres veces el Campeonato Internacional Peso Pesado de la WCW. También destacan un reinado como Campeonato Intercontinental Peso Pesado de la WWF, un reinado como Campeonato de los Estados Unidos de la WCW y ser miembro del Salón de la Fama clase 2017 en la WWE.

## Carrera

### Inicios
Rood nació en St. Peter, Minnesota y asistió a la Universidad de Robinsdale, donde estudió con Tom Zenk, Brady Boone, Nikita Koloff, Curt Hennig, John Nord y Barry Darsow, los cuales se convirtieron también en luchadores profesionales.
Después de obtener el grado académico de educación física en el colegio Anoka Ramsey Junior, Rood empezó a luchar en 1983 bajo el nombre Ricky Rood. Empezó en la NWA All-Star Wrestling antes de irse a competir para la Georgia Championship Wrestling y más tarde en la Mid-Southern Wrestling. Posteriormente se unió a la National Wrestling Alliance, donde inició un feudo con The Road Warriors. En 1984, Rood regresó a la Memphis Championship Wrestling como "Ravishing" Rick Rude, un arrogante heel acompañado por Jimmy Hart. Allí inició un feudo con Jerry Lawler y más tarde con su antiguo compañero, King Kong Bundy.
Rude fue alquilado por la Championship Wrestling de Florida en diciembre de 1984, donde fue acompañado por Percy Pringle comenzando un feudo con Billy Jack Hynes y Wahoo McDaniel, mientras hacía pareja con Jesse Barr. Después de un año, dio el salto a la World Class Championship Wrestling junto con Pringle, donde se enfeudó con Kevin von Erich y Chris Adams. Después de perder el Campeonato de la WCCW contra Adams en julio de 1986, despidió a Pringle y en pocas palabras le reemplazó por su hermana, Raven. Formó una corta pareja con The Dingo Warrior, pero Warrior le traicionó y se convirtió en face.
En septiembre de 1986, Rude regresó a Jim Crockett Promotions y se unió a Manny Fernández y su mánager Paul Jones en su rivalidad con Wahoo McDaniel. Rude y Fernández ganaron los Campeonatos Mundiales por Parejas de la NWA el 6 de diciembre de 1986 de The Rock 'n' Roll Express, y empezó un feudo épico que acabó solo cuando Rude dejó la promoción para irse a la WWE en abril de 1987. Para explicar la marcha de Rude, Jim Crockett Jr. hizo un combate que no era por el título donde los Express derrotaron a Rude y a Fernández y protestaron que Rude fue lesionado como resultado.

### World Wrestling Federation (1987-1990)
En la WWF, Rude fue acompañado por Bobby "The Brain" Heenan y se enfeudó con "Mr. Wonderful" Paul Orndorff antes de empezar el feudo más famoso con Jake "The Snake" Roberts. Rude tuvo una rutina donde antes del combate haría un show de remover su túnica mientras corría por los varones en el público y después del combate tenía que besar a una chica (la que Heenan eligiese entre los fans) todo el camino abajo hasta la lona después de un buen combate. En una ocasión, intentó besar a la esposa de Roberts. En otra memorable ocasión durante el feudo que tuvo con Roberts, Rude vino al ring con una foto de Cheryl extendido delante de sus mayas. Un furioso Roberts entró en el ring y desnudó a Rude, apareciendo completamente desnudo.
El siguiente gran feudo de Rude fue con The Ultimate Warrior y empezó en enero durante el PPV Royal Rumble 1989. En la Super Posedown que acabó con Rude atacando a Warrior con una barra de metal. Con un poco de ayuda de Heenan, Rude ganó el Campeonato Intercontinental de Warrior en WrestleMania V, antes de perderlo contra este en SummerSlam 1989, en gran parte por la interferencia de "Rowdy" Roddy Piper. Entonces Rude se mantuvo un feudo con Piper, antes de resumir su conflicto con Warrior en el verano de 1990 después de que Warrior ganase el Campeonato de la WWF. Los dos lucharon en una Steel Cage en SummerSlam 1990. Rude fracasó en ganar el título y dejó la WWF en octubre de 1990, justo antes de que tuviera un combate con Big Boss Man.

### World Championship Wrestling (1991-1994)
Rude regresó a Jim Crockett Promotions, eventualmente conocido como la World Championship Wrestling (WCW), como The Halloween Phantom en Halloween Havoc. el 27 de octubre de 1991, apareciendo enmascarado esa noche. Se unió a The Dangerous Alliance, formada por él mismo, Paul E. Dangerously, Madusa, Arn Anderson, Bobby Eaton, Larry Zbyszko, y "Stunning" Steve Austin. Rude ganó el Campeonato de los Estados Unidos de manos de Sting y mantuvo un feudo con Ricky Steamboat, llegando el feudo a tal punto que Rude le rompió la nariz en un ataque callejero.
En 1992, Rude y Madusa dejaron The Dangerous Alliance y se enfeudó con Nikita Koloff. Rude retó al Campeón de los Pesos Pesados de la WCW Ron Simmons en numerosas ocasiones pero no pudo derrotarlo. Rick fue lesionado en diciembre de ese año y fue forzado a renunciar al Campeonato de los Estados Unidos. Rude regresó en abril de 1993 e intentó reclamar el título de Dustin Rhodes, quién lo había ganado mientras él estaba lesionado. Él título fue finalmente cedido después de severos finales controversiales de combates entre los dos.
Rude se interesó por el Campeonato Mundial de los Pesos Pesados de la NWA, haciendo claras sus intenciones el 28 de agosto de 1993, cuando era el invitado en el show del entonces campeón Ric Flair. Rude fue a derrotar a Flair por el título en septiembre de 1993 en Fall Brawl. Sin embargo, la WCW había retraído el título recientemente desde la NWA, por lo que el título no fue llamado durante mucho tiempo NWA World Heavyweight Championship. El título fue renombrado a Campeonato Mundial Internacional de los Pesos Pesados de la WCW, el cual Rude perdió contra Hiroshi Hase el 16 de marzo de 1994 en Tokio, Japón. Rude recuperó el título justo ocho días después en Kioto, Japón. Después de perder el título contra Sting el 17 de abril, Rude hizo la cuenta a Sting el 1 de mayo en Fukuoka consiguiendo su tercer reinado. Sin embargo, Rude se lesionó la espalda durante el combate; siendo incapaz de luchar, se le fue arrebatado el título (con una excusa de la storyline de que estaba obligado a usar el título como un arma en el transcurso del combate). Rude se retiró poco después.

### Extreme Championship Wrestling (1997)
Rude recogió una póliza que decía que no podría competir en la lucha libre jamás hasta 1997, cuando se unió a la Extreme Championship Wrestling como un hombre enmascarado que preocupó a Shane Douglas, en un punto spanking azotando a Francine. Él eventualmente se quitó la máscara y se convirtió en un comentarista de color. El más tarde se alineó él solo, por un tiempo corto, con Shane Douglas y su Triple Amenaza. Durante la ECW contra USWA / WWF inter-company competición, Rude ayudó a Jerry "The King" Lawler a derrotar a dos de los mejores luchadores de la ECW: Tommy Dreamer y The Sandman.

### World Wrestling Federation (1997)
Rude hizo su regresó a la WWF como miembro del stable D-Generation X (DX). Como miembro de DX, Rude nunca luchó pero sí asistió a los combates de los demás integrantes del grupo. Tras la Traición de Montreal en Survivor Series, Rude decidió marcharse de la compañía. Poco después de que el evento terminase, Rude llamó a Eric Bischoff y le informó de lo que había ocurrido, y como todavía no había firmado un contrato a tiempo completo con la WWF, Rude fue capaz de negociar un nuevo contrato con la World Championship Wrestling.

### World Championship Wrestling (1997-1998)
Rude apareció en los dos RAW is WAR y Monday Nitro el 17 de noviembre de 1997. Rude apareció en Nitro con un mejor afeitado, el cual era en vivo, y procedió a criticar a la WWF, llamando a la compañía el "Titanic" (una referencia para el Titan Enterprises, como los dueños de la WWF eran conocidos, como el "sinking ship"). Una hora después en RAW (el cual había sido grabado seis días antes), Rude entonces apareció con una barba. Rude también apareció en la Hardcore TV de la ECW durante ese fin de semana (14 - 16 de noviembre, como el show fue sindicado diferentemente dependiendo en el mercado). Rude todavía estaba haciendo sus apariciones en la ECW mientras estaba en D-Generation X.
En la WCW, Rude se convirtió en un miembro de nWo, acompañando a su amigo Curt Hennig. Cuando nWo se separó, Hennig y Rude se unieron a nWo Wolfpac e intentaron motivar a Konnan para derrotar a Goldberg, quién aún no había sido derrotado en ese tiempo. Cuando Konnan fue derrotado por Goldberg, Rude y Hennig le atacaron, más tarde se unieron a nWo Hollywood, los rivales de Wolfpac. A finales de 1998, tanto Rude como Hennig se fueron de la WCW TV por lesión. Hennig tenía una lesión de pierna ese año, y Rude decían que tenía un cáncer testicular el cual más tarde fue un quiste. Curt Hennig regresó a nWo de su lesión en Starrcade sin Rude, quién todavía era incapaz de aparecer en la WCW.

## Fallecimiento
Murió el 20 de abril de 1999 después de sufrir un paro cardíaco. La causa de su muerte pudo ser de una sobredosis de ácido gama-hidroxibutírico (GHB) y esteroides. El informe de la autopsia confirmó que la causa de la muerte fue una sobredosis de medicamentos mixtos. En 1994, Rude testificó que había utilizado esteroides para construir masa muscular y "librarse de cierto dolor". Fue enterrado en el cementerio Green Lawn en Roswell (Georgia).

## Campeonatos y logros
- Championship Wrestling de Florida
  - NWA Florida Southern Heavyweight Championship (2 veces)[23]
  - NWA Florida United States Tag Team Championship (1 vez)[24] - con Jesse Barr

- Continental Wrestling Association
  - AWA Southern Heavyweight Championship (1 vez)[25]
  - AWA Southern Team Championship (1 vez)[26] - con King Kong Bundy

- Mid-Atlantic Championship Wrestling - World Championship Wrestling
  - NWA World Tag Team Championship (versión Mid-Atlantic) (1 vez)[27] - con Manny Fernandez
  - WCW International World Heavyweight Championship (3 veces)[28]
  - WCW United States Heavyweight Championship (1 vez)[29]

- World Class Championship Wrestling - World Class Wrestling Association
  - NWA American Heavyweight Championship (1 vez).[30]
  - WCCW Television Championship (1 vez)[31]
  - WCWA World Heavyweight Championship (1 vez)[32]

- World Wrestling Federation / WWE
  - WWF Intercontinental Heavyweight Championship (1 vez)[33]
  - WWE Hall of Fame (2017)[34]
  - Slammy Award (1 vez)
    - Jesse "The Body" Award (1987)

- Pro Wrestling Illustrated
  - Luchador más odiado - 1992[35]
  - Situado en el Nº26 en los PWI 500 del 1991[36]
  - Situado en el Nº4 en los PWI 500 del 1992[37]
  - Situado en el Nº8 en los PWI 500 del 1993[38]
  - Situado en el Nº13 en los PWI 500 del 1994[39]
  - Situado en el Nº57 dentro de los mejores luchadores de la historia en los PWI Years del 2003[40]

- Wrestling Observer Newsletter
  - WON Mejor heel - 1992
  - WON Peor lucha del año - 1992, vs. Masihiro ChonoHalloween Havoc, 25 de octubre